# Leonhard Fischer

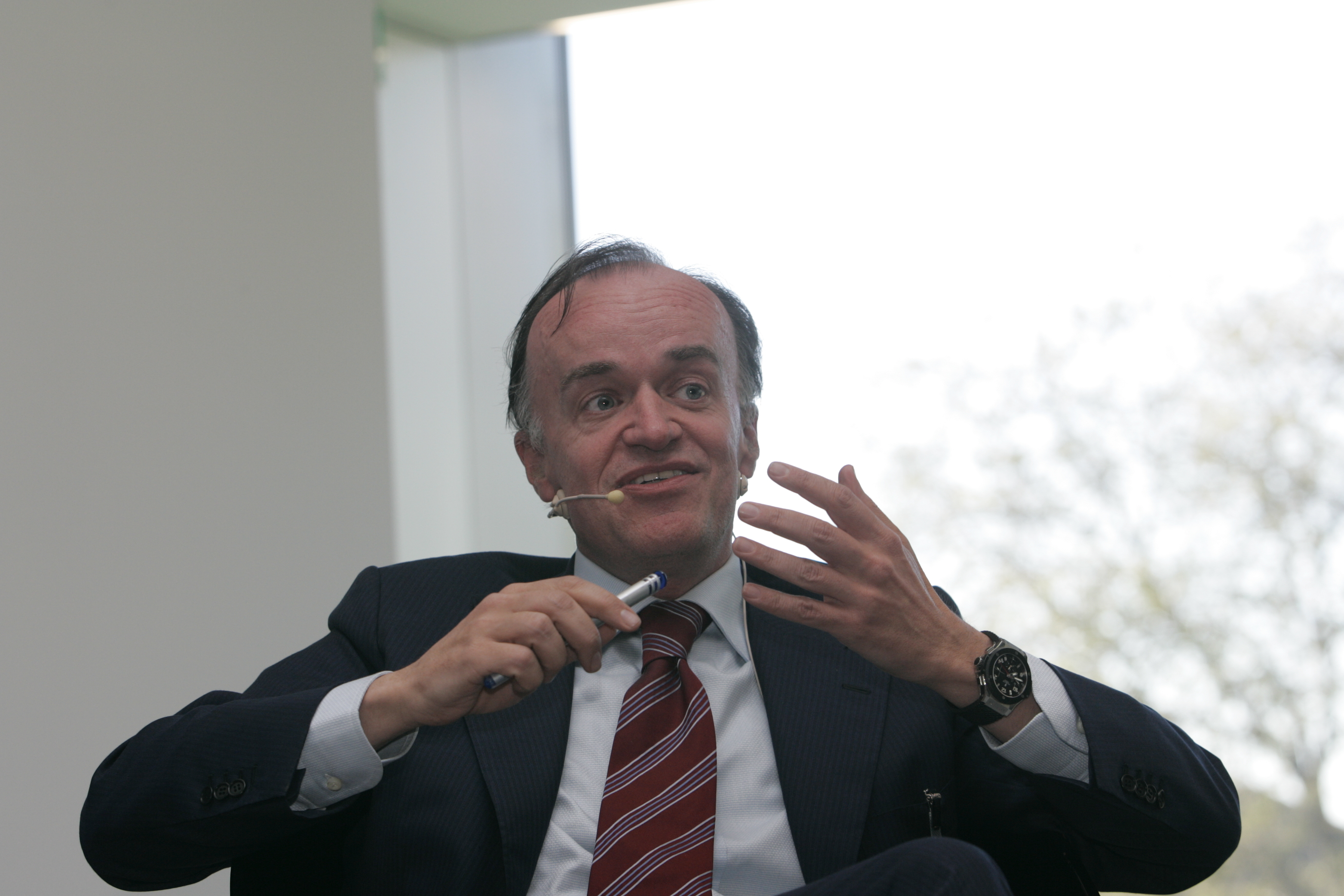
Leonhard Fischer

Leonhard Fischer, Spitzname Lenny Fischer (* 6. Januar 1963 in Nordhorn, Landkreis Grafschaft Bentheim), ist ein deutscher Wirtschaftsmanager. Fischer war seit 2007 zusammen mit Timothy Collins Leiter des Finanzinvestors RHJ International, der im März 2015 in BHF Kleinwort Benson Group umfirmierte und 2016 verkauft wurde.

## Leben
Fischer studierte Betriebswirtschaft an der Universität Bielefeld und der University of Georgia, USA. Seit Studientagen ist er Mitglied der katholischen Studentenverbindung AV Sparrenberg zu Bielefeld im CV. Im Jahr 1985 begann er seine Berufstätigkeit im Bereich Investmentbanking der US-amerikanischen J. P. Morgan. Fischer wechselte 1995 zur Dresdner Bank AG, wo er 1999 in den Vorstand aufstieg. Ab 2000 leitete Fischer das Investmentbanking der Dresdner Bank unter dem Markennamen Dresdner Kleinwort Benson (später Dresdner Kleinwort Wasserstein). In dieser Funktion zeichnete er verantwortlich für die Übernahme des US-amerikanischen Investmenthauses Wasserstein Perella. Im Frühjahr 2001 wurde Fischer auch zum Vorstand der Allianz SE, als diese die Dresdner Bank übernahm. Im Zusammenhang mit der ungünstigen Geschäftsentwicklung der Dresdner Bank verließ Fischer die Allianz-Gruppe im Herbst 2002 und wurde im Folgejahr CEO der Schweizer Versicherungsgruppe Winterthur. Fischer wurde auch Mitglied der Geschäftsleitung bei deren Eigentümerin Credit Suisse und verantwortete den Bereich Europa, Naher Osten und Afrika.
2007 wechselte Fischer in die Geschäftsführung des Finanzinvestors RHJ International zusammen mit dem US-Amerikaner Timothy Collins. Unter Fischers Leitung bemühte sich RHJ International im Frühjahr 2009 um die Übernahme des Automobilherstellers Opel von General Motors, kam aber letztlich nicht zum Zug. Im Herbst 2009 übernahm RHJ International den britischen Vermögensverwalter Kleinwort Benson (ein Teil von Fischers ehemaligem Arbeitgeber).
Im März 2014 übernahm RHJ International die BHF-Bank in Frankfurt am Main. Die börsennotierte Gesellschaft RHJ International wurde im Frühjahr 2015 in BHF Kleinwort Benson Group umbenannt. Leonhard Fischer ist Director und CEO der BHF Kleinwort Benson Group in Brüssel und war Aufsichtsratsvorsitzender der BHF-BANK in Frankfurt. Seit 2014 war die Bank Teil der BHF Kleinwort Benson Group, die Mitte März 2016 zu 100 Prozent durch das französische Privatbankhaus Oddo & Cie übernommen wurde.
Im November 2017 gaben Lenny Fischer und der ehemalige Bild-Chefredakteur Kai Diekmann die Planung einer „digitalen Vermögensverwaltung“ bekannt, die rund 20 Mrd. Euro von Privatanlegern verwalten und parallel zur Vermögensverwaltung eine „journalistisch unabhängige Finanzwebseite“ mit redaktionellen Beiträgen zur Wirtschaft anbieten soll, als deren Chefredakteurin Christin Martens vorgesehen ist.